# Allium monticola
Allium monticola là một loài thực vật có hoa trong họ Amaryllidaceae. Loài này được Davidson mô tả khoa học đầu tiên năm 1921.